# Gâteau cramanioc
Le gâteau cramanioc, en guyanais Gato kranmannyòk, littéralement « gâteau au manioc », est un gâteau créole typique de la Guyane, qui est principalement composée de manioc (appelé cramanioc en français guyanais). Il s'agit d'un pudding au manioc qui est plus communément désigné comme un gâteau.